# Chrysiridia druryi
Chrysiridia druryi är en fjärilsart som beskrevs av Jean Baptiste Boisduval 1874. Chrysiridia druryi ingår i släktet Chrysiridia och familjen Uraniidae. Inga underarter finns listade i Catalogue of Life.